# Superbia
A Superbia Tóth Luca 2016-ban bemutatott animációs rövidfilmje, amely magyar-cseh-szlovák koprodukcióban készült. Története a hivatalos ismertető szerint "a nemek közti előítéleteket és konfliktusokat térképezi fel a modern társadalomban elfogadott, tradíciókra és biológiai alapra helyezett szerepek kifordításával". A kisfilm a 2016-os Cannes-i filmfesztiválon mutatkozott be, versenyzett többek között a Palm Springs-i, a chicagói és a szarajevói filmfesztiválon, itthon pedig elnyerte a legjobb magyar animáció díját az 5. Friss Hús Rövidfilmfesztiválon.